# Bezzia expedita
Bezzia expedita är en tvåvingeart som beskrevs av Sinha, Mazumdar, Das Gupta och Chaudhuri 2003. Bezzia expedita ingår i släktet Bezzia och familjen svidknott.
Artens utbredningsområde är West Bengal (Indien). Inga underarter finns listade i Catalogue of Life.